# Expropriation pour cause d'utilité publique en droit français
Pour les autres articles nationaux ou selon les autres juridictions, voir Expropriation.
L'expropriation pour cause d'utilité publique est une disposition du droit français permettant à l’État, pour son propre compte ou au profit de certains bénéficiaires, de déposséder  un propriétaire de   son bien, en général immobilier, et ce sans que cela constitue la sanction d'un comportement fautif. Elle est définie dans une disposition à valeur constitutionnelle, l'article 17 de la Déclaration des Droits de l'homme et du citoyen de 1789, qui proclame que « La propriété étant un droit inviolable et sacré, nul ne peut en être privé, si ce n'est lorsque la nécessité publique, légalement constatée, l'exige évidemment, et sous la condition d'une juste et préalable indemnité ».
Le régime de cette procédure est défini au sein du code de l'expropriation pour cause d'utilité publique.
Limitant le droit de propriété, l’expropriation nécessite dans tous les cas que soit prise au nom de l'État une déclaration d'utilité publique établie sur la base d'un dossier établi par l'autorité expropriante qui présente le projet, le justifie, établit que ses inconvénients prévisibles au regard notamment de l'atteinte au droit de propriété et aux autres intérêts protégés du projet ne sont pas excessifs par rapport aux avantages attendus de sa réalisation. Ce dossier est, dans la plupart des cas, soumis à enquête publique.
Lorsque l'expropriant ne peut parvenir à des accords amiables avec certains des propriétaires concernés, l'expropriant peut demander que lui soit délivré une ordonnance d'expropriation par un juge judiciaire spécialisé, le juge de l'expropriation, qui vérifie l'existence de la déclaration d'utilité publique et la régularité de la procédure suivie, et transfère la propriété des biens qui y sont mentionnés au bénéfice de l'autorité expropriante.
Celle-ci doit formuler des offres d'expropriations, qui, si elles sont refusées par l'exproprié, permettent la saisine du juge de l'expropriation, qui, au terme d'une procédure contradictoire et sur la base d'éléments de comparaison fournis par l'expropriant, l'exproprié et une administration de l’État, le service des domaines représenté par le commissaire du gouvernement. Ces références foncières sont constituées par la référence à des actes de ventes effectifs de biens comparables intervenus récemment sur le même marché immobilier.
L'indemnité ainsi jugée couvre le préjudice direct, matériel et certain subi par l'exproprié, à l'exclusion de tout préjudice moral ou des espérances de plus-values qu'il pouvait souhaiter.
La légalité de la déclaration d'utilité publique peut être contestée devant les juridictions de l'ordre administratif, et l'ordonnance d'expropriation ainsi que le jugement fixant les indemnités devant les juridictions de l'ordre judiciaire, gardien traditionnel de la propriété privée.

## Fondements juridiques

### Fondements constitutionnels et conventionnels
Le droit français de l'expropriation est une conséquence directe de la Déclaration des droits de l'homme et du citoyen de 1789, dont l'article 17 dispose « La propriété étant un droit inviolable et sacré, nul ne peut en être privé, si ce n'est lorsque la nécessité publique, légalement constatée, l'exige évidemment, et sous la condition d'une juste et préalable indemnité ».
De plus, le droit de l'expropriation est également encadré par la Convention européenne des droits de l'homme, dont l'article 1er du 1er protocole additionnel précise que « Toute personne physique ou morale a droit au respect de ses biens. Nul ne peut être privé de sa propriété que pour cause d'utilité publique et dans les conditions prévues par la loi et les principes généraux du droit international. Les dispositions précédentes ne portent pas atteinte au droit que possèdent les États de mettre en vigueur les lois qu'ils jugent nécessaires pour réglementer l'usage des biens conformément à l'intérêt général ou pour assurer le paiement des impôts ou d'autres contributions ou des amendes ».

### De la nécessité publique à l'intérêt général
Sur cet aspect, l'évolution s'apprécie à partir de l'article 17 de la déclaration des droits de l'homme et du citoyen, qui vient protéger le « droit inaliénable et sacré » que constitue la propriété, pouvant être détourné pour une cause de « nécessité publique » et moyennant une « juste et préalable indemnité ». La notion était alors beaucoup plus restrictive puisqu'il s'agissait de la notion de nécessité publique.
L'article 545 du Code civil est ensuite venu parler d'« utilité publique » proprement dite. Aujourd'hui, on préfère parler d'« intérêt général ».
La définition est assez vague, le juge administratif ayant un large pouvoir d'appréciation qui lui permet d'en déterminer les contours. La notion d'utilité publique laisse un champ vaste à l'administration depuis la loi de 2001 donnant une définition plus que vague du sujet.
Le juge administratif exerce un contrôle de proportionnalité depuis l'arrêt d'assemblée du Conseil d'État du 28 mai 1971 dit Ville Nouvelle Est,.

### Fondements législatifs
Le droit de l'expropriation est codifié dans le Code de l'expropriation pour cause d'utilité publique.

## Historique
Le premier texte important sur la procédure d'expropriation est la loi du 8 mars 1810 qui institue les deux phases, administrative et judiciaire. L'expropriation fait ensuite l'objet des lois des 7 juillet 1833 et 3 mai 1841. La matière est révisée en 1935 par deux décrets-lois des 8 août et 30 octobre 1935. Au début de la Cinquième République, l'ordonnance no 58-997 du 23 octobre 1958 fixe des règles très proches du régime actuel. Cette ordonnance tient compte de la nouvelle définition du domaine de la loi et du règlement selon l'article 34 de la Constitution. C'est aussi elle qui crée la juridiction de l'expropriation.

## Les organismes pouvant bénéficier de l'expropriation
C'est l'État qui est titulaire du pouvoir d'exproprier, ce qui implique qu'aucune expropriation ne peut avoir lieu sans l'intervention d'autorités de l'État. Cependant, différents acteurs publics, ou même des personnes privées chargées d'une mission de service public, peuvent bénéficier de l'expropriation :
- l'État lui-même
- les collectivités territoriales
- les établissements publics, sans avoir à distinguer selon qu'ils sont à caractère administratif ou industriel et commercial[DAG2 4], et notamment les établissements publics fonciers et les établissements publics d'aménagement
- les sociétés d'économie mixte d'aménagement
- les sociétés publiques locales d'aménagement
- les sociétés d'aménagement foncier et d'établissement rural (SAFER)
- les organismes HLM
- les sociétés privées ou publiques chargées d'une mission de service public ou titulaires d'une concession de travaux publics
- un État étranger ou une organisation internationale, sous réserve, dans ces deux dernières hypothèses, que l'opération ne soit pas contraire aux intérêts français[DAG2 5].

## Les projets pouvant faire l'objet d'une expropriation
La construction de bâtiments publics ou d'infrastructures de transport telles que le tramway ou encore le métro sont un exemple des projets pouvant causer l'expropriation.

### La lutte contre l'habitat insalubre et dégradé

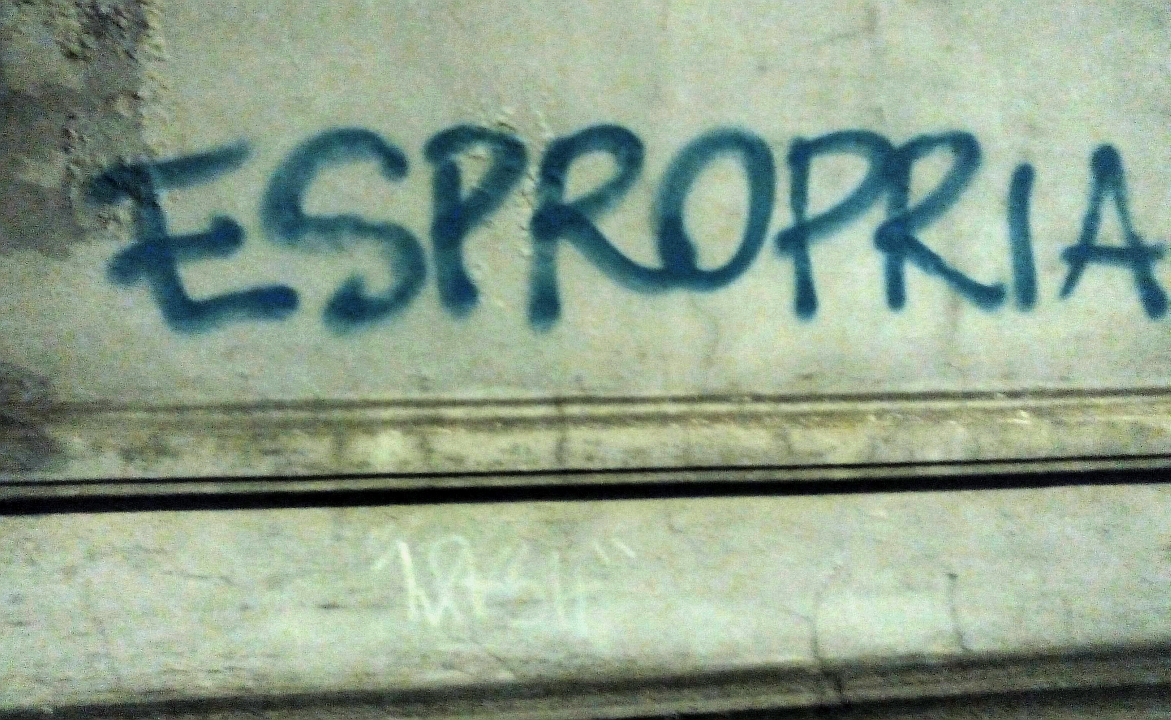
Espropria, inscription en italien sur un mur de Turin.

Une loi de 1964 vise l'expropriation des bidonvilles, qui ouvre pendant dix ans une procédure accélérée. C'est le préfet sur avis du maire qui prononce l'utilité publique et qui fixe l'indemnité. Cette procédure est exorbitante de la procédure classique d'expropriation dans la mesure où elle fait l'impasse sur la règle de transfert de propriété. La Cour de cassation a donné une interprétation restrictive aux textes, en ce que la procédure ne peut pas être appliquée en dehors de la résorption de l'habitat insalubre.

### L'expropriation pour cause de sécurité publique
C'est la loi n° 95-101 du 2 février 1995 dite loi Barnier qui met en place une procédure pour la prévention des risques naturels majeurs. Normalement l'autorité administrative doit prévenir ces risques. Lorsque cela s'avère impossible, le moyen ultime est d'exproprier. La loi est complétée le 17 octobre 1995 par un décret « relatif à l'expropriation des biens immobiliers exposés à des risques naturels majeurs menaçant gravement des vies humaines ».
D'abord, c'est l'État seul qui exproprie. Les collectivités locales et autres personnes ne peuvent pas en prendre l'initiative seules. D'autre part, l'utilité publique qui est nécessaire doit avoir une finalité adaptée à l'objet de la loi. Elle doit établir qu'on ne peut faire autrement qu'en gelant le foncier. Si d'autres mesures sont possibles, on n'exproprie pas sauf si elles sont trop coûteuses. Enfin, l'expropriation conduit à une indemnité qui est calculée sans tenir compte de l'exposition du bien aux risques naturels, c'est-à-dire qu'on évalue la valeur comme si le bien n'était pas exposé.

## Les deux phases de l’expropriation
Depuis une loi de 1810, la procédure d'expropriation est traditionnellement découpée en deux phases distinctes : la phase administrative et la phase judiciaire.

### La phase administrative
Cette phase est conduite par l'autorité administrative (préfet, voire ministre dans certains cas pour ce qui concerne la déclaration d'utilité publique de grands ouvrages linéaires).
La phase administrative comporte trois actes. Elle commence normalement par une enquête publique préalable à la déclaration d'utilité publique qui donne lieu à un rapport du commissaire enquêteur ou de la commission d'enquête. Si les résultats sont favorables, le préfet ou le ministre prend un arrêté ou un décret déclarant d'utilité publique (DUP) le projet.
Par ailleurs, le préfet ou le ministre ouvre l’enquête parcellaire, qui peut être conduite — sous certaines conditions — conjointement à l'enquête préalable à la DUP, afin, d'une part d'identifier les propriétaires concernés par le projet de manière à permettre leur indemnisation, et d'autre part de porter à leur connaissance les limites d'emprise du projet sur leur propriété,. Aux termes de cette enquête, l'autorité administrative déclare les terrains concernés cessibles au profit de l'expropriant.
Cet arrêté de cessibilité constitue le document de base sur lequel l'autorité judiciaire s'appuiera pour prononcer le transfert de propriété au profit de l'expropriant,.

### La phase judiciaire
La phase judiciaire peut n'être pas nécessaire, dès lors que les titulaires de droits sur l'immeuble visé, d'une part, et le bénéficiaire de l'expropriation, d'autre part, sont d'accord à la fois sur le principe de la cession et sur le montant de l'indemnité.
Sinon, la phase est conduite par l'autorité judiciaire (juge de l'expropriation) et aboutit d'une part au transfert de propriété de l'immeuble exproprié au profit de l'expropriant (ordonnance d'expropriation portant transfert de propriété) et d'autre part à la fixation des indemnités que l'expropriant devra allouer à l'exproprié en réparation des préjudices que celui-ci subit par l'expropriation.
Pour les instances introduites depuis le 1er janvier 2020 devant les nouveaux tribunaux judiciaires, la représentation par avocat devient obligatoire. Toutefois, l'État, les régions, les départements, les communes et leurs établissements publics peuvent se faire assister ou représenter par un fonctionnaire ou un agent de leur administration.

## Principes et règles de l'indemnisation
S’agissant des règles de procédure, c’est le juge de l’expropriation qui va fixer l’indemnité. Il est assisté dans sa tâche par un commissaire du Gouvernement qui est un professionnel de l’administration fiscale. Il fait partie des services de la direction générale des Finances publiques et est sous l'autorité du ministre chargé des domaines,.
Il garantit l’intérêt financier des personnes publiques. Il peut faire appel[évasif]. La position de ce commissaire est un problème car la CEDH a condamné la France dans son arrêt Yvon vs France. Il y a atteinte à un procès équitable[évasif].
La notification des offres : à partir du moment où l’enquête publique est ouverte et où l’on peut déterminer les parcelles à exproprier, l’expropriant doit notifier le montant des offres à chaque exproprié potentiel. À défaut d’accord amiable entre les parties dans un délai d’un mois, le juge judiciaire est saisi par la partie la plus diligente.
Une fois que le juge est saisi, il fixe par ordonnance la date de son transport sur les lieux et il auditionne les parties. L’audition doit être prévue 15 jours à l’avance. Le commissaire du gouvernement y est présent.
Après quoi, une audience publique a lieu. Le juge va entendre les différentes parties à l’instance : les expropriants, les expropriés, des techniciens et le commissaire du gouvernement.
Le jugement a lieu ensuite sachant que le juge doit juger dans les limites prévues par les parties (ni infra ni supra petita).
Quelles sont les règles de cette indemnisation juste et préalable ? L’article L.321-1 du code de l’expropriation dispose que l’indemnité allouée ne peut couvrir que le préjudice matériel, direct et certain. Lorsque le préjudice répond à ces trois critères, le juge fait la différence entre l’indemnité principale (valeur du bien) et accessoire (frais qui touchent à l’acquisition d’un autre bien, frais de notaire, de déménagement, indemnisation de dépréciation du bien par l’expropriation, indemnisation des frais de clôture en cas d’expropriation partielle…).
Néanmoins, le préjudice moral résultant de l'expropriation pour cause d'utilité publique n'est pas indemnisable. En ce sens, le Conseil Constitutionnel saisi le 21 janvier 2011 d'une question prioritaire de constitutionnalité, a affirmé que « l'exclusion de la réparation du préjudice moral ne méconnaît pas la règle du caractère juste de l'indemnisation de l'expropriation pour cause d'utilité publique ». Cette absence de prise en compte du préjudice moral peut être discutable, notamment au regard de la position exprimée par la CEDH dans l'arrêt PREITE[réf. nécessaire].
L’indemnisation se fait en espèces mais aussi en nature par exception (ex : expropriation d’un commerçant auquel on propose un autre local : équivalence du bien proposé vérifié par le juge). En ce qui concerne la valeur du bien, seront pris en considération la consistance matérielle du bien et l’usage effectif qui en est fait.
Il est important de savoir à quelle date on se place. Le principe posé à l’article L.322-1 est que la date de référence est l’ordonnance portant transfert de propriété.
Le juge est vigilant par rapport aux manœuvres qui tentent d'accroître la valeur du bien.
Pour connaître la valeur du bien, on se place à la date de la première instance. C’est favorable car pour donner l’ordonnance d’expropriation, il y a du temps et le propriétaire aura pu augmenter la consistance du bien[évasif].
Pour juger de la valeur du bien, le juge utilise des « termes de comparaisons » fournis par les parties et le Commissaire du Gouvernement. Il s'agit de ventes réalisées sur des immeubles situés à proximité du bien exproprié.
Lorsque le montant de l’indemnité est fixé, il faut verser la somme et prendre possession[évasif].
Pour le versement de la somme, lorsque l’exproprié refuse la somme ou que la qualité des ayants droit doit être prouvée, alors la somme est consignée et l’expropriant peut en prendre possession un mois plus tard.
En cas de retard dans le versement de la somme, on peut prévoir des intérêts moratoires, et au bout d’un an, l’exproprié peut demander une réévaluation de l’indemnité prévue[réf. nécessaire].
La prise de possession se fait dans le mois suivant le versement de l’indemnité. Si l’exproprié refuse de partir, le juge est compétent pour le faire évacuer, et l'exproprié peut éventuellement recevoir une indemnité de privation de jouissance.
Si l’expropriant prend possession du bien trop tôt, il n’y a pas de voie de fait. Cette prise de possession est en lien avec les pouvoirs de l’expropriant car le transfert de propriété a eu lieu. On dit qu’il y a emprise irrégulière.

### Les règles spécifiques de la Loi Vivien
La loi de Résorption de l'Habitat Insalubre (RHI) (10 juillet, 1970), dite «loi Vivien », du nom du secrétaire d'État au logement, « tendant à faciliter la suppression de l'habitat insalubre ».